# サン・フェリーチェ・チルチェーオ
サン・フェリーチェ・チルチェーオ（伊: San Felice Circeo）は、イタリア共和国ラツィオ州ラティーナ県にある、人口約10,000人の基礎自治体（コムーネ）。

## 地理

### 位置・広がり

#### 隣接コムーネ
隣接するコムーネは以下の通り。
- サバウディア
- テッラチーナ

### 気候分類・地震分類
サン・フェリーチェ・チルチェーオにおけるイタリアの気候分類 (it) および度日は、zona C, 1254 GGである。
また、イタリアの地震リスク階級 (it) では、zona 3B (sismicità bassa) に分類される。

## 行政

### 分離集落
サン・フェリーチェ・チルチェーオには以下の分離集落（フラツィオーネ）がある。
- Borgo Montenero, Colonia Elena, La Cona, Mezzomonte, Pantano Marino, San Vito